# America East Conference (pallavolo)
La America East Conference è una delle 32 conference di pallavolo femminile affiliate alla NCAA Division I, la squadra vincitrice accede di diritto al torneo NCAA.

## Membri

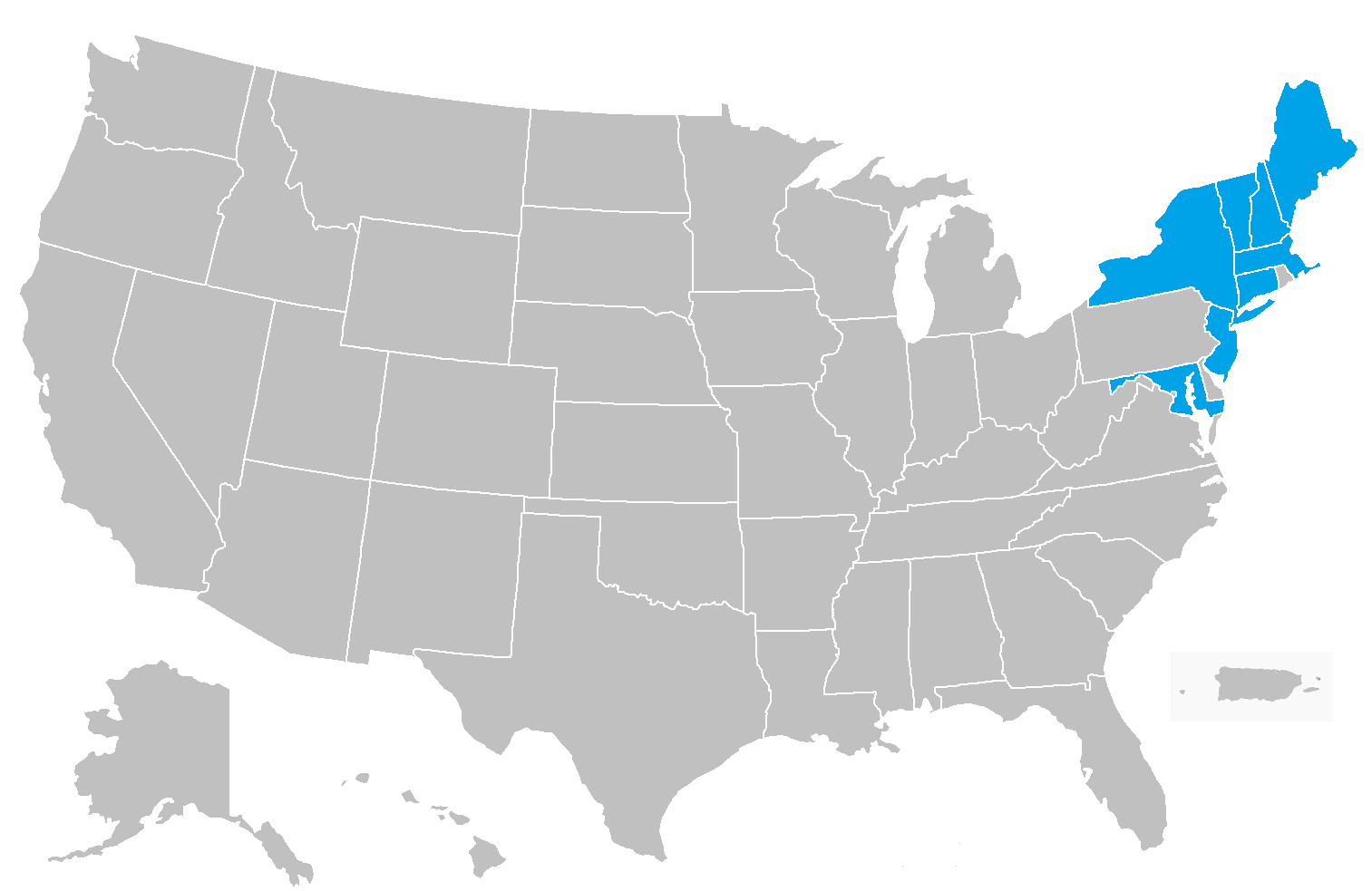

| Squadra             | Sede        | Stato         | Fondazione | Soprannome  | Affiliazione |
| ------------------- | ----------- | ------------- | ---------- | ----------- | ------------ |
| Binghamton          | Vestal      | New York      | 1971       | Bearcats    | 2002         |
| Bryant              | Smithfield  | Rhode Island  | 1976       | Bulldogs    | 2022         |
| UM Baltimore County | Catonsville | Maryland      | 1973       | Retrievers  | 2003         |
| New Hampshire       | Durham      | New Hampshire | 1975       | Wildcats    | 1995         |
| NJIT                | Newark      | New Jersey    | ?          | Highlanders | 2020         |
| SUNY Albany         | Albany      | New York      | 1979       | Great Danes | 2001         |

### Ex membri
| College      | Ingresso | Uscita |
| ------------ | -------- | ------ |
| Delaware     | 1991     | 2000   |
| Northeastern | 1991     | 2004   |
| Drexel       | 1991     | 2001   |
| Hartford     | 1991     | 2021   |
| Stony Brook  | 1991     | 2021   |
| Hofstra      | 1994     | 2000   |
| Towson       | 1995     | 2001   |
| Maine        | 1999     | 2008   |
| Vermont      | 1991     | 1998   |
| Providence   | 2010     | 2013   |
| UMass Lowell | 2013     | 2018   |

## Arene
| Squadre             | Arene                                | Capacità |
| ------------------- | ------------------------------------ | -------- |
| Binghamton          | West Gym                             | 1 135    |
| Bryant              | Chace Athletic Center                | 2 700    |
| UM Baltimore County | Chesapeake Employers Insurance Arena | 4 654    |
| New Hampshire       | Lundholm Gymnasium                   | 3 000    |
| NJIT                | Wellness and Events Center           | 3 500    |
| SUNY Albany         | SEFCU Arena                          | 4 538    |

## Albo d'oro
| Anno          | Podio               | Podio               | Podio |
| Campione      | Seconda             | Terza               |       |
| ------------- | ------------------- | ------------------- | ----- |
| 1991 Dettagli | Drexel              | Northeastern        | -     |
| 1992 Dettagli | Delaware            | Drexel              | -     |
| 1993 Dettagli | Hartford            | Delaware            | -     |
| 1994 Dettagli | Delaware            | Hofstra             | -     |
| 1995 Dettagli | Hofstra             | Delaware            | -     |
| 1996 Dettagli | Hofstra             | Delaware            | -     |
| 1997 Dettagli | Hofstra             | New Hampshire       | -     |
| 1998 Dettagli | New Hampshire       | Hofstra             | -     |
| 1999 Dettagli | Hofstra             | New Hampshire       | -     |
| 2000 Dettagli | Hofstra             | New Hampshire       | -     |
| 2001 Dettagli | Northeastern        | Maine               | -     |
| 2002 Dettagli | New Hampshire       | Stony Brook         | -     |
| 2003 Dettagli | New Hampshire       | Northeastern        | -     |
| 2004 Dettagli | SUNY Albany         | Maine               | -     |
| 2005 Dettagli | Binghamton          | Stony Brook         | -     |
| 2006 Dettagli | SUNY Albany         | UM Baltimore County | -     |
| 2007 Dettagli | SUNY Albany         | Stony Brook         | -     |
| 2008 Dettagli | SUNY Albany         | Binghamton          | -     |
| 2009 Dettagli | Binghamton          | SUNY Albany         | -     |
| 2010 Dettagli | SUNY Albany         | UM Baltimore County | -     |
| 2011 Dettagli | SUNY Albany         | Stony Brook         | -     |
| 2012 Dettagli | Binghamton          | SUNY Albany         | -     |
| 2013 Dettagli | New Hampshire       | UM Baltimore County | -     |
| 2014 Dettagli | New Hampshire       | SUNY Albany         | -     |
| 2015 Dettagli | New Hampshire       | SUNY Albany         | -     |
| 2016 Dettagli | New Hampshire       | SUNY Albany         | -     |
| 2017 Dettagli | Stony Brook         | Binghamton          | -     |
| 2018 Dettagli | Stony Brook         | SUNY Albany         | -     |
| 2019 Dettagli | SUNY Albany         | Hartford            | -     |
| 2020 Dettagli | UM Baltimore County | SUNY Albany         | -     |
| 2021 Dettagli | UM Baltimore County | SUNY Albany         | -     |
| 2022 Dettagli | UM Baltimore County | New Hampshire       | -     |
| 2023 Dettagli | UM Baltimore County | Binghamton          | -     |
| 2024 Dettagli | New Hampshire       | SUNY Albany         | -     |

## Palmarès
| Squadre             | Titoli | Stagioni                                       |
| ------------------- | ------ | ---------------------------------------------- |
| New Hampshire       | 8      | 1998, 2002, 2003, 2013, 2014, 2015, 2016, 2024 |
| SUNY Albany         | 7      | 2004, 2006, 2007, 2008, 2010, 2011, 2019       |
| Hofstra             | 5      | 1995, 1996, 1997, 1999, 2000                   |
| UM Baltimore County | 4      | 2020, 2021, 2022, 2023                         |
| Binghamton          | 3      | 2005, 2009, 2012                               |
| Delaware            | 2      | 1992, 1994                                     |
| Stony Brook         | 2      | 2017, 2018                                     |
| Drexel              | 1      | 1991                                           |
| Hartford            | 1      | 1993                                           |
| Northeastern        | 1      | 2001                                           |